# Roșești, Alba
Roșești este un sat în comuna Albac din județul Alba, Transilvania, România. La recensământul din 2002 avea o populație de 50 locuitori.